# Мармурени (Њамц)
Мармурени (рум. Mărmureni) насеље је у Румунији у округу Њамц у општини Оничени. Oпштина се налази на надморској висини од 203 m.

## Становништво
Према подацима из 2002. године у насељу је живело 219 становника, од којих су сви румунске националности.